# ديوسدادو مبيلي
ديوسدادو مبيلي مانجي (بالإسبانية: Diosdado Mbele)‏ (مواليد 8 إبريل 1997 في مالابو، غينيا الاستوائية) هو لاعب كرة قدم غيني استوائي ويلعب لصالح نادي فيجيتاريانوس الغيني الاستوائي.

## روابط خارجية
- ديوسدادو مبيلي على موقع قاعدة بيانات كرة القدم.إي يو (الإنجليزية)
- ديوسدادو مبيلي على موقع ناشيونال فوتبول تيمز (الإنجليزية)
- ديوسدادو مبيلي على موقع Soccerway.com (الإنجليزية)
- ديوسدادو مبيلي على موقع عالم كرة القدم.نت (الإنجليزية)
- ديوسدادو مبيلي على موقع كووورة